# Эду (футболист, 1949)
Жонас Эдуардо Америко (порт. Jonas Eduardo Américo; 6 августа 1949, Кампинас, Сан-Паулу, Бразилия), более известный как Эду (порт. Edu) — бразильский футболист, нападающий. Чемпион мира 1970 года.

## Клубная карьера
В профессиональном футболе дебютировал в 1966 году, выступая за «Сантос», в котором провёл 11 сезонов, приняв участие в 584 матчах чемпионата. Большую часть времени, проведённого в составе «Сантоса», был основным игроком атакующего звена команды и выиграл за это время чемпионат Бразилии в сезоне 1968 года, четыре чемпионства штата Сан-Паулу и Суперкубок межконтинентальных чемпионов. Кроме того, в 1971 году Эду стал обладателем Серебряного мяча Бразилии по версии журнала Placar.
Впоследствии в течение сезона 1977 года выступал за «Коринтианс» и «Интернасьонал» в Серии А, после чего перебрался в Мексику, где играл за «УАНЛ Тигрес».
В сезоне 1983 года играл за бразильский «Сан-Кристован», после чего перешёл в «Насьонал Манаус», с которым стал двукратным чемпионом штата Амазонас.
Завершил профессиональную игровую карьеру в клубе «Дон-Боско», за который выступал в течение сезона 1985 года.

## Выступления за сборную
В 1966 году дебютировал в официальных матчах в составе национальной сборной Бразилии. До сих пор является самым юным игроком, включенным в состав своей сборной на Чемпионат Мира, хотя на своем первом турнире он не сыграл ни одного матча. В составе сборной был участником чемпионата мира 1966 года в Англии, победного чемпионата мира 1970 года в Мексике и мундиаля 1974 года в ФРГ. В течение карьеры в национальной команде, которая длилась девять лет, провёл в форме главной команды страны 42 матча, забив восемь голов.

## Награды

### Командные
- Чемпион мира: 1970 года
- 4-е место на чемпионате мира 1974 года
- Чемпион штата Сан-Паулу 1967, 1968, 1969, 1973, 1977 годов
- Чемпион штата Амазонас 1983, 1984 годов
- Обладатель Кубка Бразилии 1965 года
- Победитель Турнира Рио — Сан-Паулу 1966 года
- Победитель Рекопа 1968 года

### Индивидуальные
Обладатель Серебряного мяча Бразилии (по версии журнала Placar) — 1971